# Diospyros caribaea
Diospyros caribaea är en tvåhjärtbladig växtart som först beskrevs av A. Dc., och fick sitt nu gällande namn av Paul Carpenter Standley. Diospyros caribaea ingår i släktet Diospyros och familjen Ebenaceae. Inga underarter finns listade i Catalogue of Life.